# Franz Hemer
Franz Hemer (ur. 1894, zm. 18 października 1982) – as lotnictwa niemieckiego Luftstreitkräfte z 18 potwierdzonymi zwycięstwami w I wojnie światowej.
Na początku 1917 roku służył w jednostce wsparcie artylerii FAA 283 jako pilot. Po przejściu szkolenia z pilotażu samolotów myśliwskich w Jastaschule I 10 września 1917 roku został przydzielony do dowodzonej przez Hansa Rittera von Adama eskadry myśliwskiej Jagdstaffel 6. W jednostce służył do 9 sierpnia 1918 roku.
Pierwsze zwycięstwo odniósł 27 października 1917 roku, ostatnie – osiemnaste – 8 sierpnia 1918 roku. 9 sierpnia w czasie kolejnego lotu bojowego został ciężko ranny w głowę i do końca wojny nie powrócił do służby czynnej.
Zmarł we Frankfurcie 18 października 1982 roku.

## Odznaczenia
- Królewski Order Rodu Hohenzollernów – 8 listopada 1918
- Krzyż Żelazny I Klasy
- Krzyż Żelazny II Klasy